# Diplothecta loxomita
Diplothecta loxomita là một loài bướm đêm thuộc họ Noctuidae. Nó được tìm thấy ở Queensland, Úc.